# Vicchio
Vicchio – miejscowość i gmina we Włoszech, w regionie Toskania, w prowincji Florencja.
Według danych na rok 2004 gminę zamieszkiwały 7114 osoby, 51,6 os./km².